# Beatrix
Beatrix ist ein weiblicher Vorname.

## Herkunft und Bedeutung des Namens
Beatrix ist weibliches Nomen agentis zu lateinisch beare ,beglücken, erfreuen‘; als Name der Heiligen Beatrix von Rom wird aufgrund einer antiken Inschrift Umdeutung aus Viatrix ‚Wanderin, Pilgerin‘ vermutet, nachdem im Spätlateinischen die Aussprache der beiden Wörter in [ˈvjaːtriks] zusammengefallen war.

## Varianten
- Bea, Beatrice, Beatriz, Beatrijs, Trixi, Trixie, Trix

## Namenstag
- 29. Juli (katholisch, Gedenktag der hl. Beatrix von Rom)
- 30. Juli (evangelisch)

## Bekannte Namensträgerinnen

### Einname
- Beatrix von Aragón (1457–1508), Königin von Ungarn
- Beatrix von Baden (1492–1535), markgräflich-badische Prinzessin und durch Ehe Pfalzgräfin von Simmern
- Beatrix von Bayern (1344–1359), Königin von Schweden
- Beatrix von Bayern (1403–1447), Pfalzgräfin von Pfalz-Neumarkt
- Beatrix von Berg (1360–1395), durch Heirat Kurfürstin von der Pfalz
- Beatrix von Brabant (1225–1288), Landgräfin von Thüringen und deutsche Königin von 1246 bis 1247
- Beatrix von Brandenburg († 1314), Fürstin zu Mecklenburg
- Beatrix von Burgund († 1184), Kaiserin des Heiligen Römischen Reiches
- Beatrix von Burgund (Bourbon) (1257?–1310), Herrin von Dame de Bourbon und Gräfin von Charolais
- Beatrix von Engelport († nach 1275), selige Nonne
- Beatrix von Este (1215–1245), Königin von Ungarn
- Beatrix von Falkenburg (1253–1277), dritte Gemahlin des deutschen Königs Richard von Cornwall
- Beatrix von Franzien (* um 938; † nach 987) Tochter von Hugo dem Großen
- Beatrix I. (Gandersheim) (1037–1061), Tochter Kaiser Heinrichs III., Äbtissin im Stift Gandersheim und Äbtissin im Stift Quedlinburg.
- Beatrix von Grafschaft († 1303), von 1298 bis 1303 Äbtissin des Stifts Freckenhorst
- Beatrix von Holte (um 1250–1327), von 1292 bis 1327 Fürstäbtissin des Stifts Essen
- Beatrix von Kastilien (1242–1303), Königin von Portugal, Ehefrau von Alfons III. von Portugal
- Beatrix von Kastilien (1293–1359), Königin von Portugal, Ehefrau von Alfons IV. von Portugal
- Beatrix von Limburg (* um 1115; † nach 1159), Gräfin aus dem Haus Nassau und eine Prinzessin von Nieder-Lothringen-Limburg
- Beatrix von Lothringen (1017–1076), Tochter des Herzogs Friedrich II. von Lothringen
- Beatrix von Mecklenburg (auch: Beate, Beata, Beate von Ribnitz; 1324–1399), von 1348 bis 1395 die erste fürstliche Äbtissin im Klarissenkloster Ribnitz; Selige
- Beatrijs von Nazareth SOCist (1200–1268), flämische Mystikerin
- Beatrix (Niederlande) (Beatrix von Oranien-Nassau; * 1938), Prinzessin der Niederlande, von 1980 bis 2013 Königin
- Beatrix von Portugal (* 1373, † nach 1409), von 1383 bis 1390 Königin von Kastilien und León
- Beatrix von der Provence (1231–1267), Erbin der Provence
- Beatrix II. (Quedlinburg) (Beatrix II. von Winzenburg; † 1160), Äbtissin von Heerse und Äbtissin des Stiftes St. Servatius in Quedlinburg
- Beatrix von Rethel (1130–1185), dritte Ehefrau Rogers II. von Sizilien und somit Königin von Sizilien
- Beatrix von Rom († 303), Märtyrerin und Heilige, siehe Simplicius, Faustinus und Beatrix
- Beatrix von Savoyen (Provence) († 1265), Gräfin der Provence
- Beatrix von Savoyen (Sizilien) (um 1218–vor 1258), Markgräfin von Saluzzo und Fürstin von Tarent
- Beatrix von Savoyen (Viennois) (nach 1234–1310), Dauphine von Viennois
- Beatrix von Savoyen (um 1250–1290), Adlige aus dem Königreich Arelat, siehe Beatrice Contesson
- Beatrix von Savoyen, Herzogin von Kärnten (um 1310–1331), siehe Beatrice von Savoyen
- Beatrix von Schwaben (1198–1212), Kaiserin des Heiligen Römischen Reiches
- Beatrix von Sizilien-Aragon (1326–1365), durch Heirat Pfalzgräfin bei Rhein

### Vorname
- Beatrix Bouvier (* 1944), deutsche Historikerin
- Beatrix von Degenschild (1916–1965), österreichische Schauspielerin
- Beatrix Delgado (* 1966), Schweizer Pop-Sängerin
- Beatrix Doderer (* 1966), deutsche Schauspielerin und Kabarettistin
- Beatrix Eypeltauer (1929–2023), österreichische Juristin und Politikerin (SPÖ)
- Beatrix Heintze (* 1939), deutsche Ethnologin
- Beatrix Herlemann (* 1942), deutsche Historikerin und Autorin
- Beatrix Karl (* 1967), österreichische Rechtswissenschaftlerin und Politikerin (ÖVP)
- Beatrix Kempf (1908–2009), österreichische Redakteurin und Friedensaktivistin, Biografin Bertha von Suttners
- Beatrix Kökény (* 1969), ungarische Handballspielerin
- Beatrix Langner (* 1950), deutsche Literaturwissenschaftlerin, Kritikerin und Autorin
- Beatrix Lehmann (1903–1979), britische Schauspielerin
- Beatrix Mannel (* 1961), deutsche Autorin
- Beatrix Mesmer (1931–2015), Schweizer Historikerin deutscher Herkunft
- Beatrix Neundlinger (* 1947), österreichische Musikerin (Gesang, Querflöte, Saxofon)
- Beatrix Potter (1866–1943), englische Kinderbuchautorin und Illustratorin
- Beatrix Ruf (* 1960), deutsche Museumskuratorin, Museumsdirektorin und Autorin
- Beatrix Sassen (* 1945), deutsche Bildhauerin, Bühnenbildnerin und Malerin
- Beatrix von Storch (* 1971), deutsche Politikerin
- Beatrix Tappeser (* 1954), deutsche Biologin und Politikerin (Bündnis 90/Die Grünen)

## Beatrix als Nachname
- Jean-Guillaume Béatrix (* 1988), französischer Biathlet